# IC 1694
IC 1694 ist eine Spiralgalaxie im Sternbild Walfisch südlich der Ekliptik. Sie ist schätzungsweise 221 Millionen Lichtjahre von der Milchstraße entfernt und hat einen Durchmesser von etwa 40.000 Lj.

Im selben Himmelsareal befinden sich die Galaxien NGC 521, NGC 533, IC 103, IC 109.
Das Objekt wurde am 28. November 1891 von Guillaume Bigourdan entdeckt.